# Дзеркальний злодій
«Дзеркальний злодій» (англ. The Mirror Thief) — дебютний роман сучасного американського письменника Мартіна Сея (англ. Martin Seay), написаний 2016 року. Події у романі розгортаються в різних країнах та протягом трьох часових періодів (XVI ст., 50-60-ті роки ХХ ст. та початок ХХІ ст.).

## Сюжет
Сюжет охоплюють три різні версії Венеції (Італія, Каліфорнія та Лас-Вегас) у трьох проміжках часу (XVI ст., середина XX ст., початок XXI ст.). Події починаються з того, що військовий поліцейський Кертіс Стоун намагається відшукати невловимого гравця Стенлі Гласса в казино Лас-Вегасу (штат Невада), але натомість знаходить віршовану збірку про пригоди середньовічного алхіміка та шпигуна Грівано під назвою «Дзеркальний злодій» (англ. The Mirror Thief), яка надихнула Гласса на пошуки автора книги Ендріана Уеллса.

## Критика
Роман отримав хороші відгуки від The New York Times і The Guardian.